# 裸胸底杜父魚
裸胸底杜父魚，為輻鰭魚綱鮋形目杜父魚亞目杜父魚科的其中一種，為溫帶海水魚，分布於西北太平洋日本北海道Notsukesuido海峽海域，棲息深度15-157公尺，體長可達16公分，棲息在底層水域，生活習性不明。